# 深海危机
深海危机(Danger from the Deep)是一个潜艇模拟游戏，作为一个二战时期的德国潜艇舰长执行任务。目前开发处于早期。但是已经具备基本物理和战斗特性。程序的源代码以GPL的授权形式发布, artwork/data则是以CC协议发布(自由分发, 不可商用)。
DftD使用了SDL/Opengl，可以支持跨平台, 现在提供release包的操作系统有:
Windows (2000/XP/98)
Linux (i386/x86-64/sparc64)
FreeBSD (x86-64/sparc64/IA64)
MacOS X (ppc64)